# Anne de Brandebourg (1487-1514)
 (août 2024).
Ne doit pas être confondu avec Anne de Brandebourg (1507-1567).
Titre
Duchesse de Schleswig-Holstein
10 avril 1502 – 3 mai 1514
(12 ans et 23 jours)
Anne de Brandebourg (en allemand Anna von Brandenburg), née le 27 août 1487 à Berlin et décédée le 3 mai 1514 à Kiel, était une princesse de Brandebourg devenue par son mariage avec Frédéric de Schleswig-Holstein, princesse de l'union de Kalmar et duchesse de Schleswig-Holstein.

## Biographie
Fille de Jean Ier Cicéron de Brandebourg, prince-électeur de Brandebourg et de Marguerite de Thuringe.
À Stendal, le 10 avril 1502, elle épouse le futur roi de Danemark et de Norvège, Frédéric de Schleswig-Holstein.
De cette union naquit deux enfants :
- Christian, roi de Danemark-Norvège de 1534 à 1559 ;
- Dorothée, devenue duchesse consort de Prusse en épousant Albert de Brandebourg.

Elle décède à l'âge de 26 ans de la tuberculose qu'elle avait contracté depuis 4 ans.

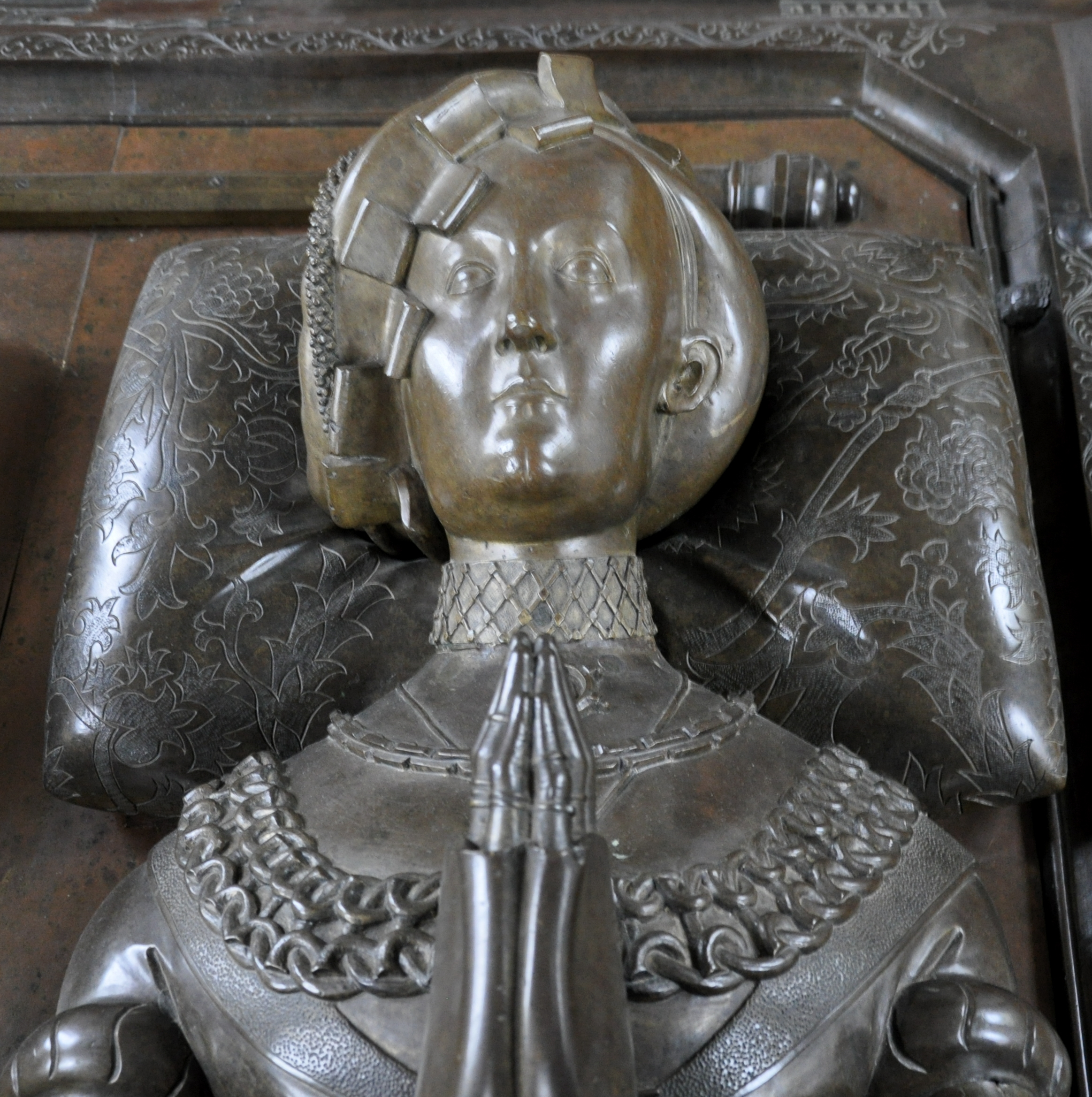
Cénotaphe d'Anne.
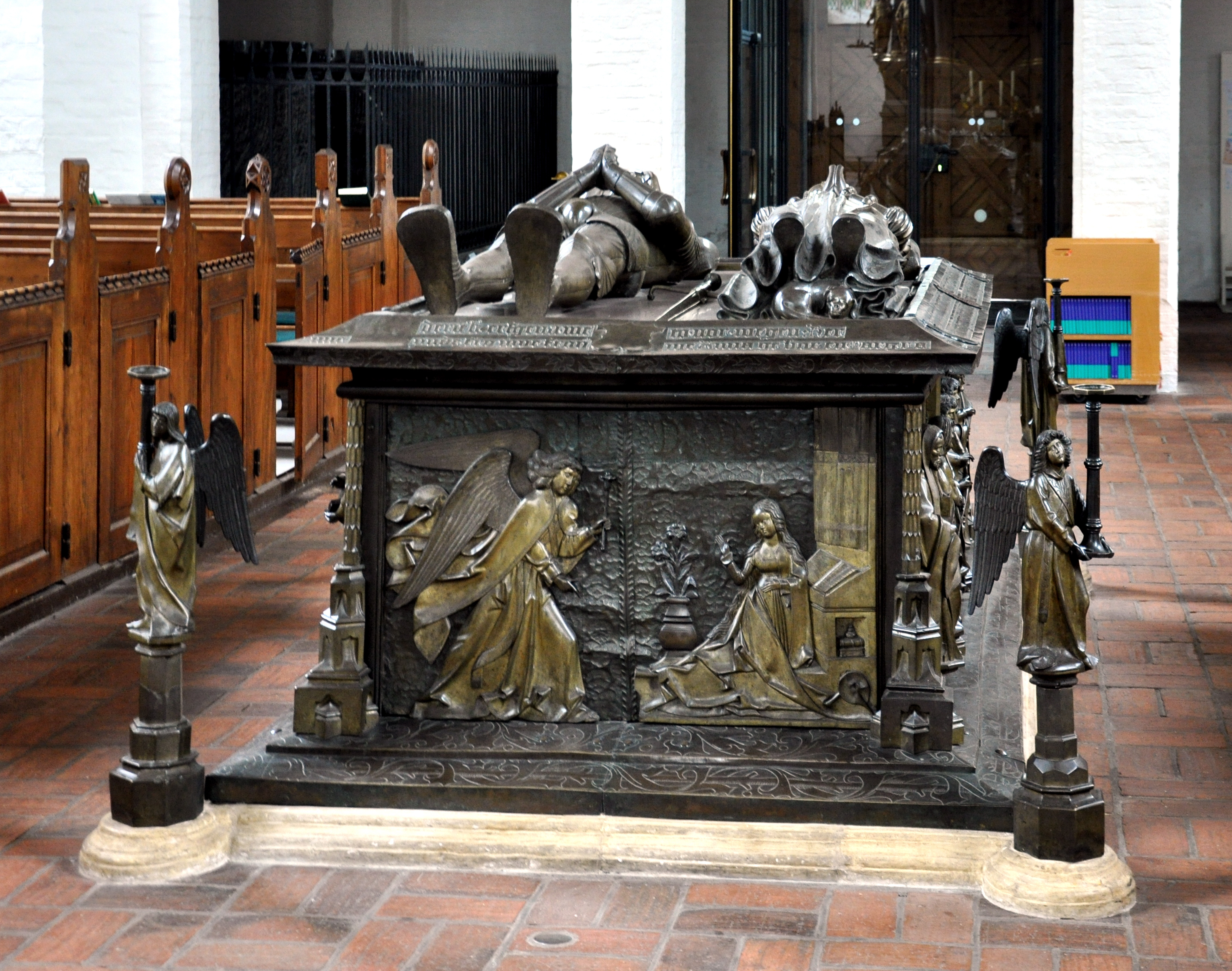
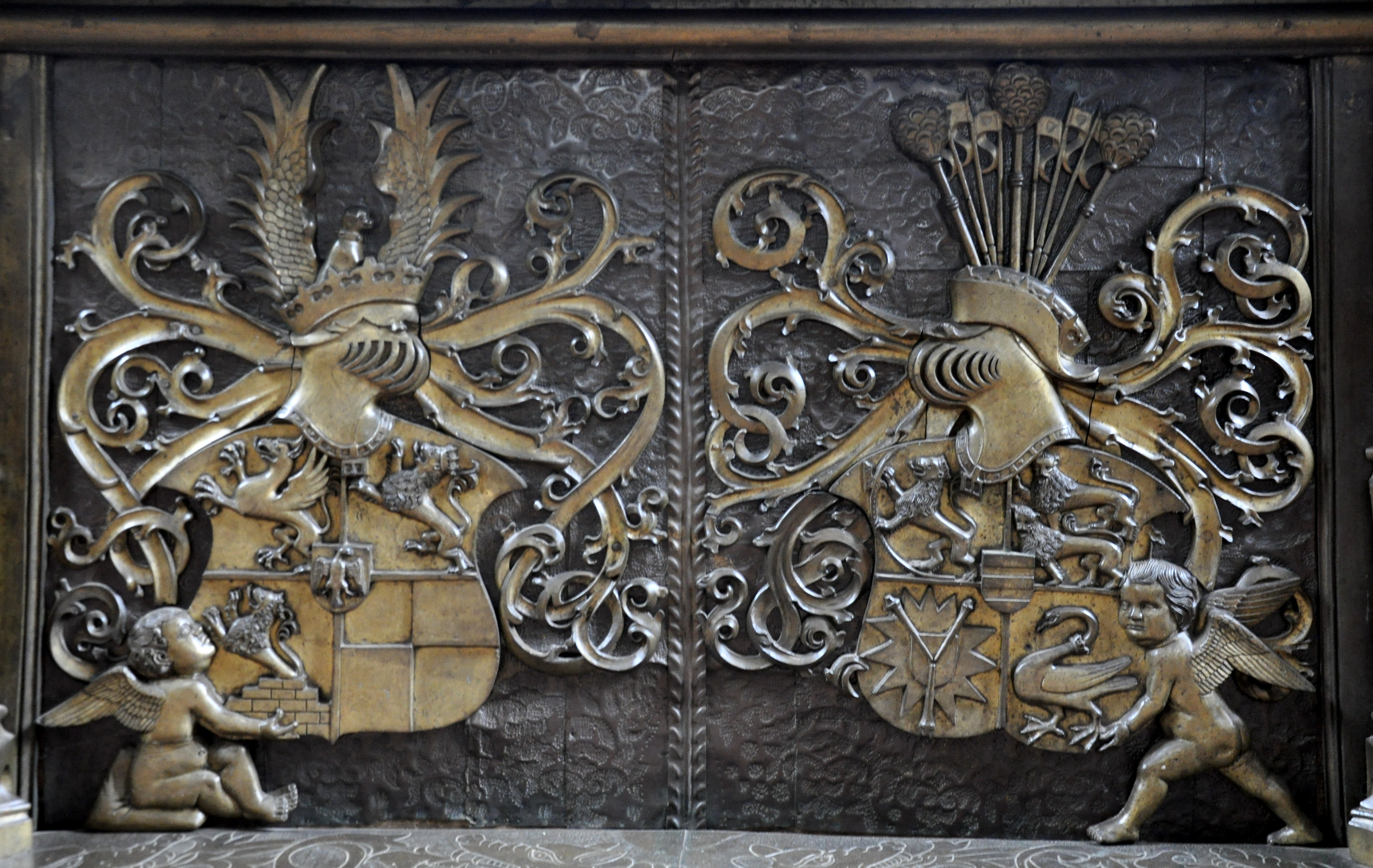
Armoiries de Frédéric et d'Anne.